# 4 Pułk Piechoty Legionów Armii Krajowej
4 pułk piechoty Legionów Armii Krajowej (4 pp Leg. AK) – oddział piechoty Armii Krajowej.
W sierpniu 1944, w trakcie „akcji Burza”, w Inspektoracie AK Kielce w składzie 2 Dywizji Piechoty Armii Krajowej odtworzony został 4 pułk piechoty Legionów. W okresie od sierpnia do października 1944 oddział toczył walki, a następnie został rozwiązany. Stoczył walkę m.in. z Korpusem Kawalerii Kałmuckiej, będącym na służbie reżimu III Rzeszy.

## Organizacja i obsada personalna pułku
sierpień–październik 1944
- dowódca – mjr Wyrwa (Józef Włodarczyk)
- zastępca dowódcy – por./kpt „Urban”, „Warren” (Mieczysław Drewicz)
- adiutant – ppor. „Lew” (Marian Gawlik) – od 4 do 15 sierpnia 1944 r
- adiutant – ppor. „Grzmot” (Bolesław Kamiński) – od 15 sierpnia 1944 r
- kwatermistrz – chor. „Zagórsk”i (Zdzisław Wydra)
- kapelan – ks. kpt. „Wicher” (Henryk Peszko)
- oficer łączności – por./kpt. „Orlik” (Józef Kundera)
- p.o. oficera operacyjnego – pchor. „Warchrata” (Stefan Judycki) – do 18 sierpnia 1944 r
- oficer operacyjny – por. „Jur”, „Czarny” (Jerzy Bobrowicz) – od 7 września 1944 r
- dowódca plutonu saperów – ppor./por. „Szpadel” (Franciszek Sarniński)
- dowódca zwiadu konnego – sierż. „Andrzej” (Henryk Pawelec)
- oficer taborowy – ppor. „Stefan” (Szczepan Iwański)
- płatnik – st. sierż. „Czepiel” (Stefan Micek)

I batalion
- dowódca – por./rtm. „Katarzyna” (Maksymilian Lorenz) – do 7 września 1944 r
- dowódca – por./kpt. „Zapała” (Michał Szrek) – od 7 września 1944 r
- adiutant – ppor. „Jur”, „Czarny” (Jerzy Bobrowicz) – do 7 września 1944 r
- adiutant – ppor. „Edward” (Edward Kiwer) – od 7 sierpnia 1944 r
- oficer taborowy - ppor. „Lubicz” (NN)
  - dowódca 1 kompanii – ppor./por. „Barabasz” (Marian Sołtysiak)
  - dowódca 2 kompanii – por./kpt. „Zapała” (Michał Szrek) – do 7 września 1944
  - dowódca 2 kompanii - ppor./por. „Wierny” (Edward Skrobot) – od 7 września 1944 r
  - dowódca 3 kompanii – ppor./por. „Dąb” (Leon Stola)

II batalion
- dowódca – kpt. „Eustachy” (Wacław Czaja)
  - dowódca 4 kompanii – ppor. „Gryf”, „Pawełek” (Paweł Stępień)
  - dowódca 5 kompanii – ppor./por. „Obłok” (Stanisław Masłowski)
  - dowódca 6 kompanii – por. „Rak” (Henryk Dębowski - Marchand)
  - dowódca 6 kompanii - por. „Styk” (Wilhelm Wierzbicki)
  - dowódca kompanii ckm - ppor. „Cios” (Józef Piotrowiak)

III batalion
- dowódca – mjr „Piotr” (Eugeniusz Siwocho)
  - dowódca 7 kompanii – ppor. „Grzegorz” (Antoni Rodak)
  - dowódca 8 kompanii – ppor. „Jan” (Tomasz Smoliński)
  - dowódca 9 kompanii – ppor./por. „Zych” (Bolesław Kaczmarski)
  - dowódca kompanii ckm - kpt. „Konrad” (Zygmunt Turkowski)

## Walki pułku
- Daleszyce – 7 sierpnia 1944
- Smyków i Sieraków – 8 sierpnia 1944
- Antoniów – 21 sierpnia 1944
- ? - 10 i 11 sierpnia 1944
- Lasy fanisławickie - 18 sierpnia 1944
- Radków – 26 września 1944